# Ligne de Numedal
La ligne de Numedal est une ligne ferroviaire norvégienne longue de 92,8 km qui relie Kongsberg à Rødberg dans la commune de Nore og Uvdal. Toute la ligne se situe dans le comté de Buskerud.

## Histoire
Déjà en 1873 la ligne fut planifiée  mais elle ne fut construite que 50 ans plus tard. La ligne fut officiellement inaugurée le 19 novembre 1927 par le roi Haakon VII et le prince Olav . 
Le trafic passager fut supprimé le 31 décembre 1988. Tout trafic entre Rollag et Rødberg fut supprimé en 1989 sur décision du Storting . L'autre partie de la ligne sert à un trafic sporadique de marchandises.

## Utilisation touristique
Il y eut un trafic touristique assez modeste grâce à l'association des amis de la ligne de Numedal («Numedalsbanens venner») quelques années après la fermeture de la ligne au trafic passager. De grandes parties de la ligne sont aujourd'hui à cause du manque d'entretien, en si mauvais état qu'il n'est pas possible d'y faire circuler le moindre train.
Toutefois, la partie reliant Rødberg à Veggli (commune de Rollag)- soit 32km - peut désormais se parcourir en draisine de loisir.

## Gares encore utilisées

### Gare de Flesberg
La gare de Flesberg se situe à 30km de Kongsberg dans la commune de Flesberg. La gare aujourd'hui est un terminal pour le transport du bois.

### Gare de Rollag
La gare de Rollag se situe à 48km de Kongsberg dans la commune de Rollag. La gare sert aujourd'hui à un trafic de marchandises sporadique mais elle est également utilisée pour faire rouler des locomotives. Quant au bâtiment de la gare, il a été transformé en salon de thé : Stasjonsfruene.

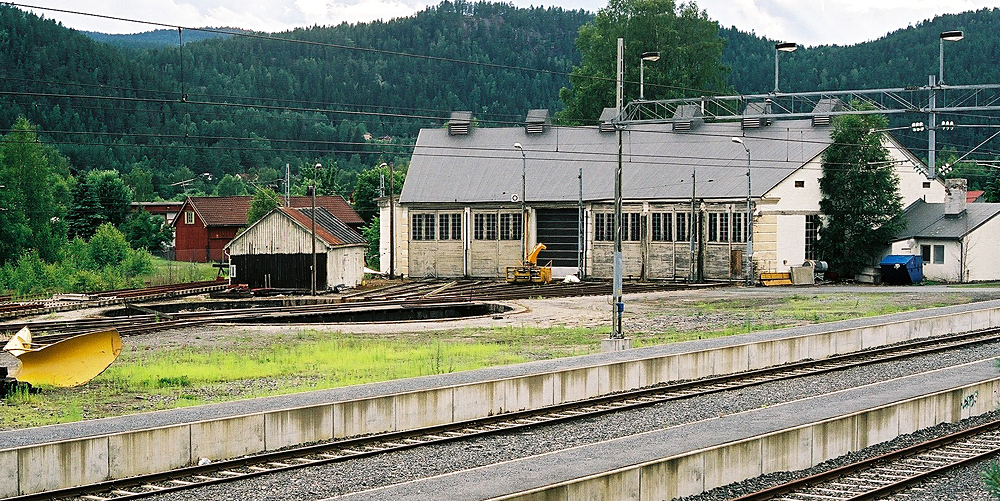
Rotonde du dépôt de la gare de Kongsberg
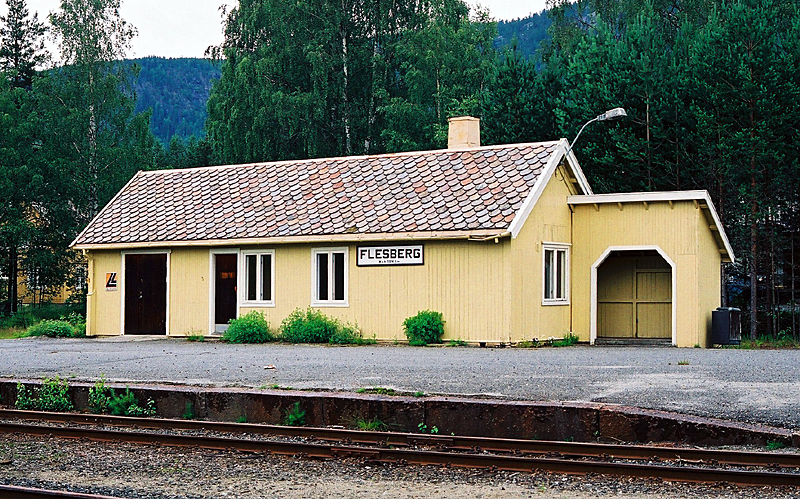
Gare de Flesberg
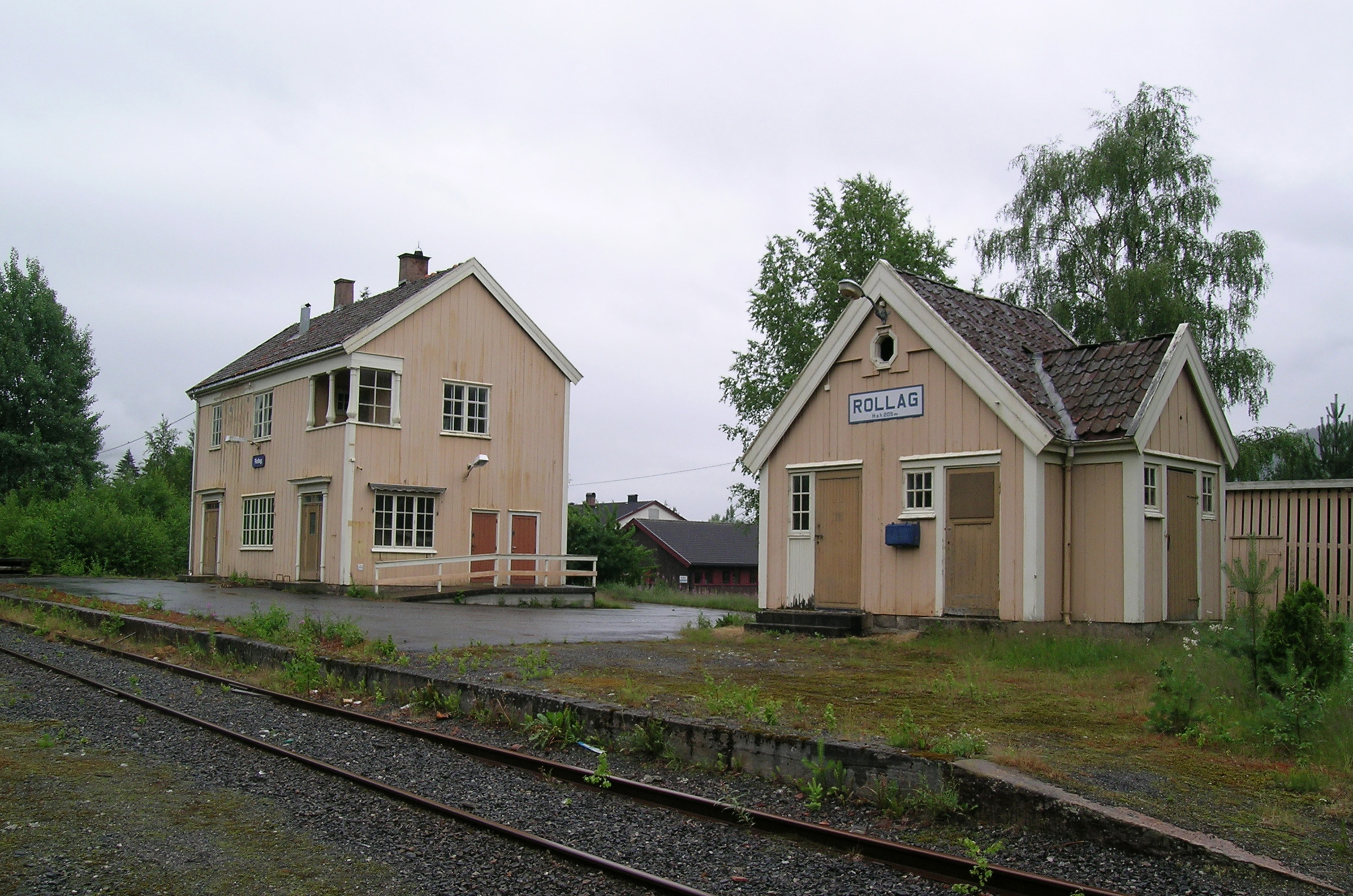
Gare de Rollag